# 韩国—塞尔维亚关系
韩国－塞尔维亚关系（韓語：대한민국-세르비아 관계）是指大韩民国和塞尔维亚之间的双边关系。塞尔维亚在首尔设有驻韩大使馆，韩国也在贝尔格莱德设有驻塞尔维亚大使馆，并兼辖与韩国拥有邦交、但未设置大使馆的蒙特內哥羅。

## 政治交流
在1948年大韩民国成立到东欧剧变之前，塞尔维亚的前身南斯拉夫於1948年10月30日承認朝鮮民主主義人民共和國並建交。而处于西方集团的大韩民国奉行反共主義，與南斯拉夫等社會主義國家没有建立正式的外交关系，但南斯拉夫派运动员代表团参加了1988年在汉城举行的奥运会，此后两国关系开始改善。1989年12月27日，韩国与南斯拉夫建交。翌年2月两国即在对方国家的首都开设大使馆，南斯拉夫聯邦主席團主席博里萨夫·约维奇亦于当年访韩，并与韩国签署了航空运输协议。
1991年原南斯拉夫社會主義聯邦共和國解體後，南斯拉夫聯邦共和國繼承了原南斯拉夫社會主義聯邦共和國與韩国的關係。但不久后因長時間的南斯拉夫內戰，韩国裁撤驻南大使馆，使得韩国與南斯拉夫之間的關係沒有取得重大進展。内战结束后，韩国于2002年恢复驻塞尔维亚大使馆，两国关系开始好转。
2008年2月19日，被塞爾維亞視為其領土的科索沃宣佈獨立後，韩国外交部正式承認科索沃共和國，但没有与科索沃建交。而北韩则不承認科索沃的主權國家地位。
2010年，塞尔维亚总理米尔科·茨韦特科维奇访问韩国。2016年，韩国与塞尔维亚签署了航空服务协定。

## 经贸关系
2020年兩國貿易額达到2.38亿歐元，其中塞爾維亞向韩国出口548萬歐元，从韓國進口2.33億歐元。近年來，塞爾維亞共和國和大韓民國在投資領域的合作呈上升趨勢。2015年，大韓貿易投資振興公社在贝尔格莱德开设分会馆。次年，塞尔维亚工贸部与韓國貿易協會亦签署了一系列合作协议。

## 旅行与簽證

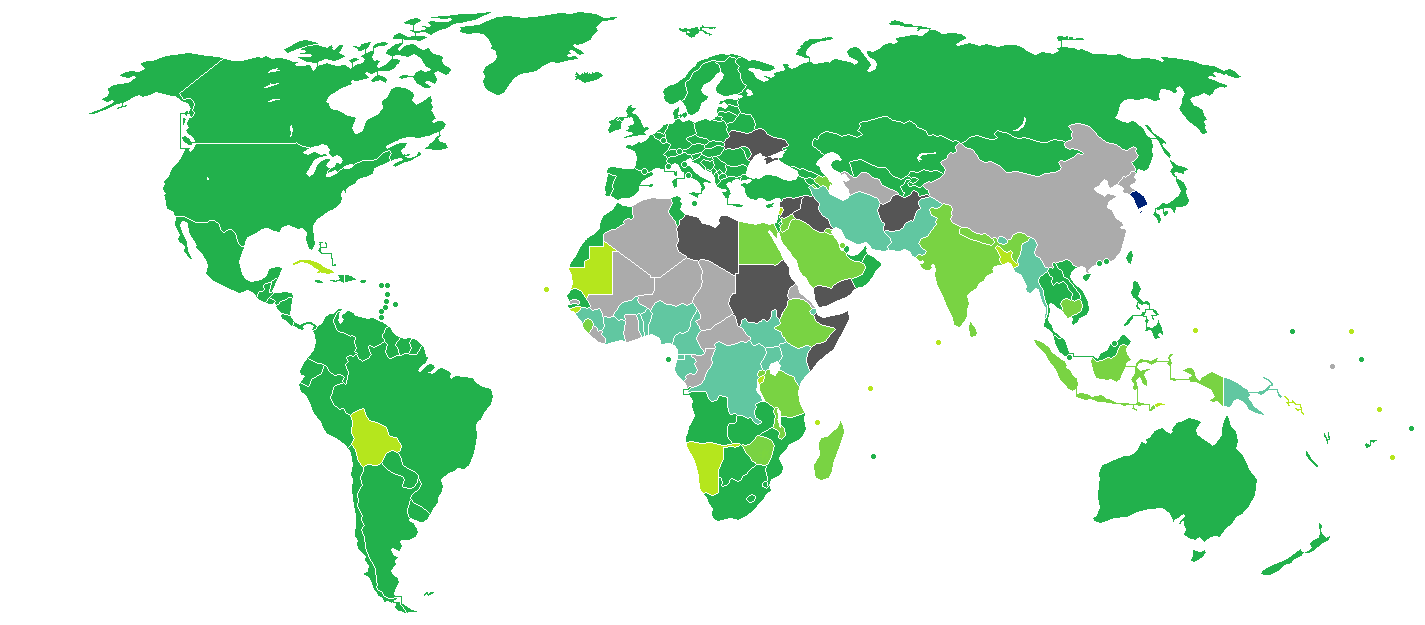
持韩国护照的韩国公民簽證要求分布圖：入境塞爾維亞可以免签证。

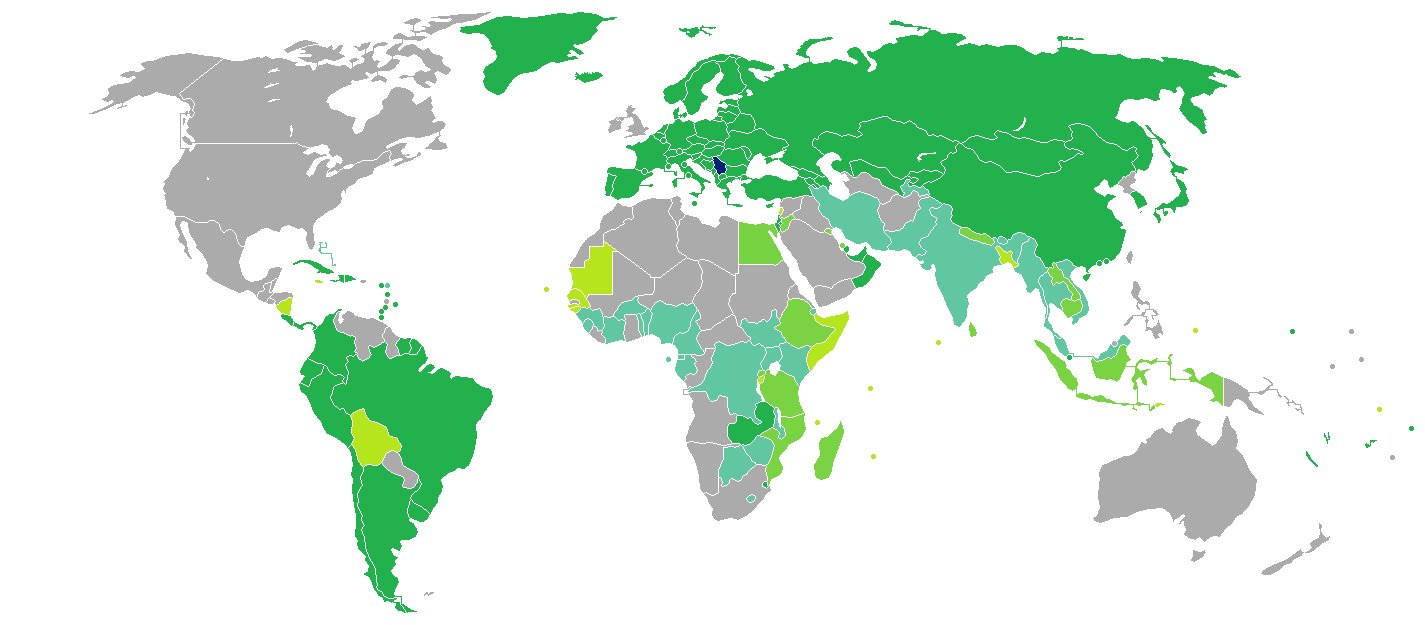
持塞爾維亞護照的塞爾維亞公民簽證要求分布圖：入境韩国可以免签证。

持有韩国護照的韩国公民可免签证入境塞尔维亚，在任意180天內可以停留90天。因塞爾維亞與科索沃仍存有主權爭議，由塞國前往科國，須備妥入境相關證明文件，以免在兩國邊境海關受阻。韩国公民前往科索沃也可以免簽證。
持塞爾維亞護照的塞爾維亞公民也可以免签证入境韩国，停留不超过90天。

## 文化交流
2019年，韩国文化体育观光部在塞尔维亚第二大大学诺维萨德大学的哲学部建立了世宗学堂，为塞尔维亚首座世宗学堂。

## 外部連結
- 韩国外交部－塞爾維亞共和國簡介 （页面存档备份，存于）
- 韩国驻塞尔维亚大使馆 （页面存档备份，存于）
- 塞尔维亚外交部－韩国簡介 （页面存档备份，存于）